# سیارک ۳۸۷۰
سیارک ۳۸۷۰ (به انگلیسی: 3870 Mayre، نامگذاری:1988CG3) سه هزار و هشتصد و هفتادمین سیارک کشف شده‌است که در ۱۳ فوریه ۱۹۸۸ کشف شد.
قدر مطلق سیارک برابر ۱۲٫۲۰ است.